# Koloman Moser
Pour les articles homonymes, voir Moser.
Koloman « Kolo » Moser  (Vienne, 30 mars 1868 - Vienne le 18 octobre 1918) est un peintre et décorateur autrichien, représentatif de l'Art nouveau de Vienne.

## Biographie

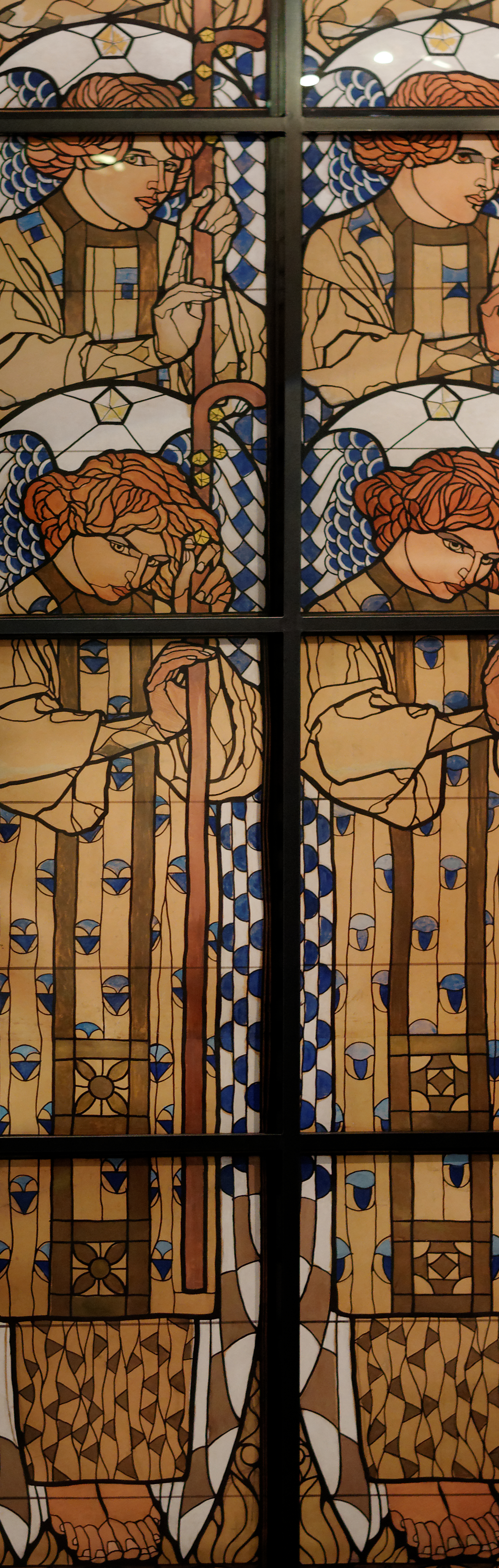
Dessin préparatoire pour un vitrail destiné à l'église d'Otto Wagner

Koloman Moser est le fils de l'administrateur de l'institut Theresianium de Vienne, Josef Moser, et de sa femme Theresia, née Hirsch. Il est baptisé en l'église Saint-Paul du 4e arrondissement de Vienne et fréquenta une école de commerce. En 1885, il réussit l'examen d'entrée à l'académie des beaux-arts de Vienne sans en avertir ses parents. Il a comme professeurs Franz Rumpler entre 1886 et 1889, Christian Griepenkerl entre 1889 et 1890 et Josef Matyáš Trenkwald (en) entre 1890 et 1893. Après la mort de son père en 1888, Koloman finance ses études grâce à des illustrations dans divers magazines d'arts comme le Wiener Mode ou le Meggendorfer-Blätter. Sur la recommandation de son professeur, Trenkwald, Moser est engagé comme professeur de dessin auprès des enfants de l'archiduc Karl-Ludwig au château Wartholz, à Reichenau an der Rax. C'est de cette époque que date son amitié avec Carl Otto Czeschka, à qui il transmet ensuite la place de professeur de dessin.
De 1892 à 1897, Koloman est membre du Siebener-Club, d'où partira plus tard le mouvement de la Sécession viennoise. Entre 1893 et 1895, il étudie à la Kunstgewerbeschule (école des arts appliqués) où il a comme professeur Franz Matsch et Felician Myrbach, et où il enseigne lui-même à partir de 1899. Il est admis en 1896 à la Künstlerhaus de Vienne mais en démissionne six mois plus tard. En 1897, il est membre fondateur de la Sécession viennoise. Il réalise près de 140 illustrations pour la revue de ce mouvement, Ver sacrum, et est en grande partie chargé de l'organisation des expositions. À l'automne 1897, il entreprend un voyage à Munich, Nuremberg, Bamberg, Leipzig, Dresde et Prague.
À cette époque, Koloman Moser vit essentiellement de métiers artistiques. Il est influencé par le couple d'artistes écossais, Charles Rennie Mackintosh et Margaret MacDonald Mackintosh, ainsi que par le mouvement anglais Arts and Crafts, invité à exposer à la Sécession. En 1899, Moser voyage à Prague, Dresde et Berlin. En 1900, il se rend à l'Exposition universelle de Paris, en passant par Munich et Strasbourg. L'année suivante, il visite les verreries de Bohême à Klostermühle et Winterberg et se rend à Dresde avec Carl Moll.

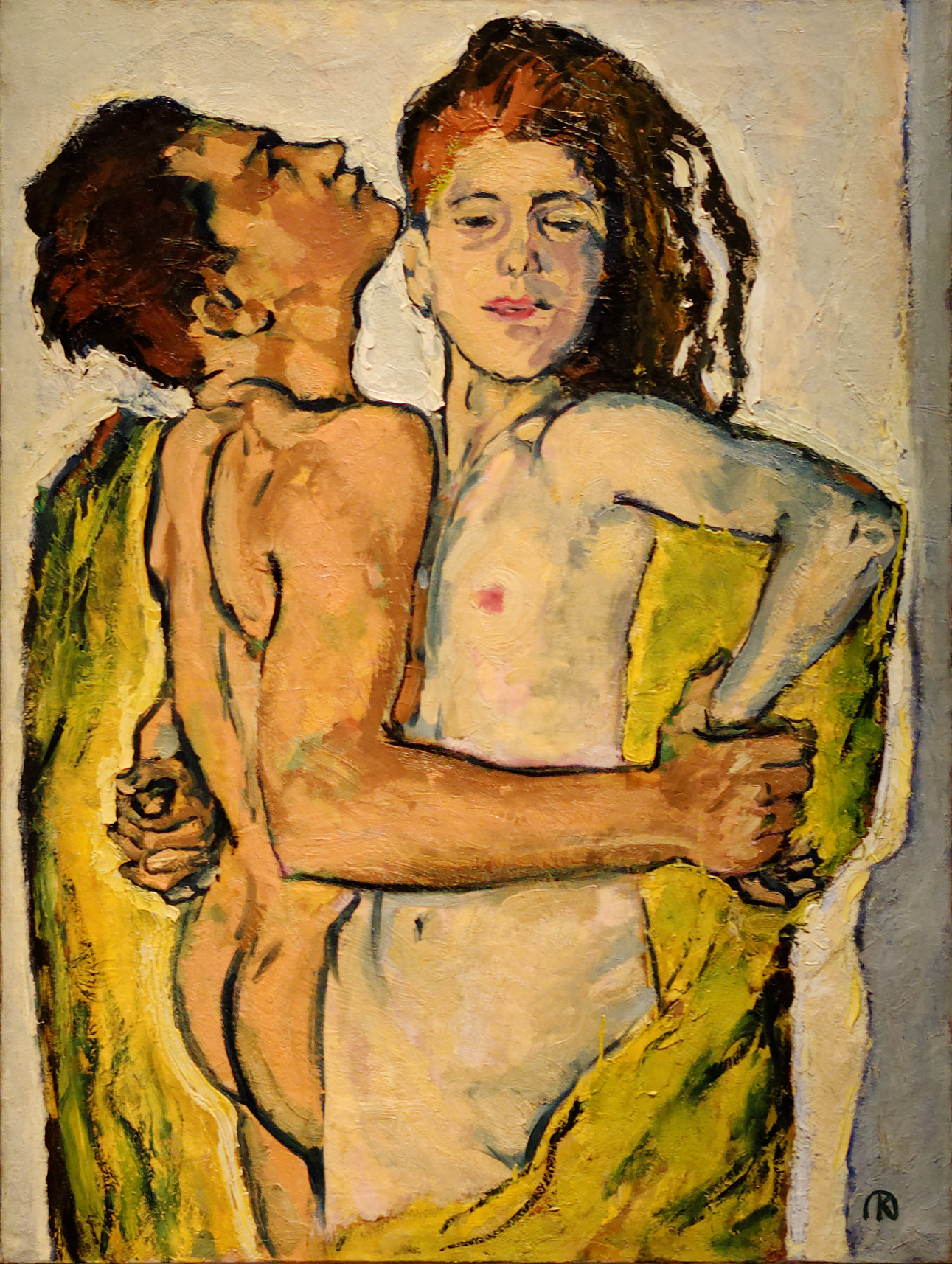
Les Amoureux (vers 1913), collection privée, exposé au musée Leopold.

En 1902, Moser s'installe avec sa mère et sa sœur dans l'immeuble-atelier construit par Josef Hoffmann, dans le quartier viennois de Hohe Warte, dans l'arrondissement de Döbling. Carl Moll réside dans le même immeuble. Moser conçoit lui-même le mobilier de l'appartement. Cet été-là, il se rend à Abbazia, Lovran, Trieste, Venise et Padoue. En 1903, Josef Hoffmann fonde avec Moser et l'industriel Fritz Wärndorfer la Wiener Werkstätte. Le but était de favoriser l'artisanat artistique plus que la production industrielle. En été 1903, il voyage à nouveau en compagnie de Moll à Munich et Berne, où il rencontre Ferdinand Hodler et Cuno Amiet, puis à Bâle, Paris, Bruges, Schéveningue, Anvers, Lubeck et Hambourg. En 1904, il se rend en compagnie de sa future femme, Ditha Moser (en), et de sa future belle-mère à Riva (lac de Garde), Vérone et Venise. En septembre, il est à Berlin où sont exposées pour la première fois des œuvres produites par la Wiener Werkstätte.
En 1905, il quitte la Sécession viennoise avec un groupe formé autour de Gustav Klimt. Il épouse Ditha Mautner Markhof le 1er juillet et embrasse le protestantisme, religion de sa femme. Le voyage de noces les conduit au Salzkammergut, à Hallstatt et Sankt Gilgen. Moser quitte l'appartement de Döbling et s'installe à Landstrasse, dans l'hôtel particulier des Mautner Markhof. Là encore, il conçoit lui-même le mobilier de ses appartements. Le jeune couple réside régulièrement dans la villa de Mautner Markhof à Semmering. En 1906, leur naît un premier fils, Karl. L'année suivante, Koloman Moser s'éloigne du Wiener Werkstätte après un différend avec Fritz Wärndorfer et se consacre de plus en plus à la peinture. L'été 1908, il se rend à Venise et Padoue, puis de nouveau à Venise avec sa femme et Hermann Bahr. En 1909 naît un deuxième fils, Dietrich.
En 1908, il participe à l'exposition organisée par le groupe formé autour de Gustav Klimt à Vienne, puis, l'année suivante, à une exposition internationale à Vienne ainsi qu'à l'exposition d'art chrétien à Düsseldorf. En 1911, a lieu la seule exposition qui lui est entièrement consacrée, à la galerie Miethke de Vienne, et il participe aussi à une exposition internationale à Rome. En 1912, il se rend au lac de Garde et dans le Haut-Adige, et participe à une grande exposition à Dresde. En amenant son fils Dietrich dans un sanatorium en Suisse en 1913, il rencontre à nouveau Ferdinand Hodler à Genève, qui a une influence sensible sur l’œuvre picturale de Moser. Il se rend à nouveau à Venise après avoir participé à la première exposition internationale de la Sécession viennoise à Rome, à une grande exposition à Düsseldorf ainsi qu'à une exposition à Mannheim. En 1916, il montre ses œuvres lors de l'exposition d'art viennois à Berlin.
En 1916, il tombe malade et meurt en 1918 d'un cancer du larynx. Il est enterré le 21 octobre suivant au cimetière de Hietzing.
En son honneur, une rue est baptisée de son nom en 1969 à Donaustadt. En 1989, une pièce de 500 schillings autrichiens est frappée avec son portrait. Sur la façade de son appartement, à Landstrasse, se trouve une plaque commémorative.

## Œuvres

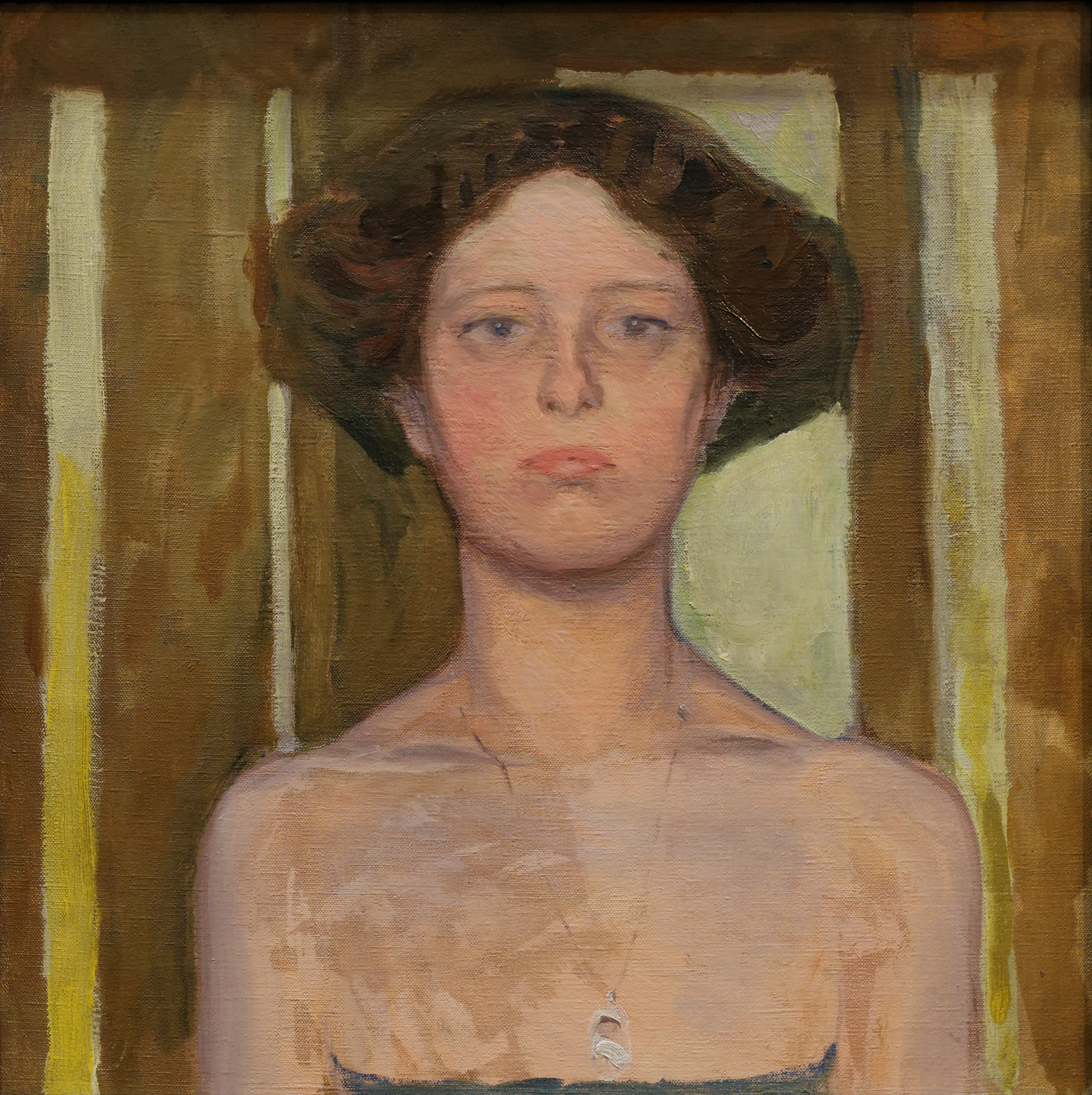
Jeune fille au collier (vers 1910).

Koloman Moser était un des artistes les plus importants de Vienne autour de 1900. Il fait partie des principaux représentants de l'Art nouveau. Sa peinture fut d'abord marquée par l'impressionnisme avant de se soumettre à l'influence de Ferdinand Hodler. Moser exerça de nombreux métiers artistiques. Il réalisa des projets décoratifs de grande envergure. La plus grande collection de ses œuvres, dont de nombreux tableaux et objets, se trouve au musée Leopold de Vienne. Une grande partie de cette collection est montrée dans l'exposition permanente « Wien 1900 ». De plus, la bibliothèque et collection de magazines d'arts du Musée des arts appliqués de Vienne possède près de 700 dessins de Moser, enregistrés dans une base de données en 2008 et accordés avec les informations des magazines Ver Sacrum et Jungendschatz deutscher Dichtung.

### Peintures

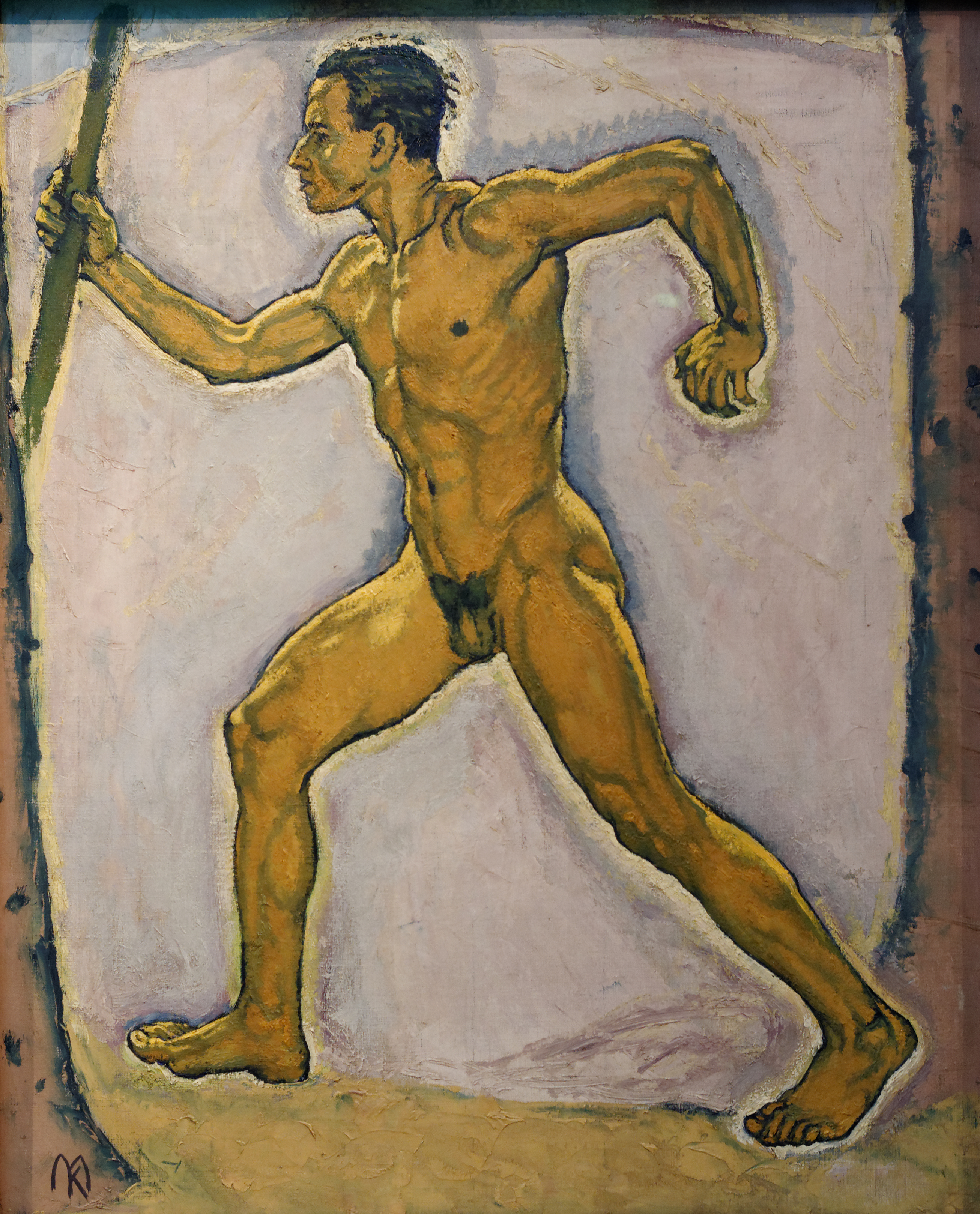
Le Promeneur (vers 1914).

- Blick auf die Rax (Vue du Rax), huile sur toile, Vienne, musée Leopold (numéro d'inventaire 687)
- Gelbes Haus vor Berg (Maison jaune devant montagne), huile sur toile, Vienne, musée Leopold (numéro d'inventaire 577)
- Ringelblumen (Soucis), huile sur toile, Vienne, musée Leopold (numéro d'inventaire 151)
- Mädchen mit Halskette (Jeune fille au collier), huile sur toile, Vienne, musée Leopold (numéro d'inventaire 150)
- Primeln im Korb (Primevères dans un panier), huile sur toile, Vienne, musée Leopold (numéro d'inventaire 580)
- Blumenstock und Keramikkrug (Tige de fleurs et cruche en céramique, 1912), huile sur toile (50 × 50 cm) Vienne, musée Leopold (numéro d'inventaire 579)
- Weiblicher Rückenakt (1912-1914), huile sur toile, Vienne, musée Leopold (numéro d'inventaire 581)
- Die Rax (Le Rax, vers 1913), huile sur toile, Vienne, musée Leopold (numéro d'inventaire 96)
- Wolfgangsee mit hohem Horizont (vers 1913), huile sur toile, Vienne, musée Leopold (numéro d'inventaire 89)
- Wolfgangsee mit tiefem Horizont (vers 1913), huile sur toile, Vienne, musée Leopold (numéro d'inventaire 90)
- Der Liebestrank. Tristan und Isolde (Le Philtre d'amour. Tristan et Iseult, 1913-1915), huile sur toile, collection privée
- Venus in der Grotte. Studie (Vénus dans la grotte. Étude, 1914-1915), huile sur toile (75,5 × 62,7 cm), Vienne, musée Leopold (numéro d'inventaire 583)
- Venus in der Grotte (Vénus dans la grotte), huile sur toile, Vienne, musée Leopold (numéro d'inventaire 1999)
- Wotan und Brünhilde (Wotan et Brunehilde, 1914-1915), huile sur toile (50,2 × 75,3 cm), Vienne, musée Leopold (numéro d'inventaire 585)
- Der Wanderer (Le Promeneur, 1914-1915), huile sur toile (75,5 × 62,5 cm), Vienne, musée Leopold (numéro d'inventaire 584)
- Kastanienblüten (Fleurs de châtaignier, 1915-1916), huile sur toile, Vienne, musée Leopold (numéro d'inventaire 631)
- Judith und Holofernes (Judith et Holopherne, 1916), huile sur carton, Vienne, musée Leopold (numéro d'inventaire 578)

### Dessins et graphisme

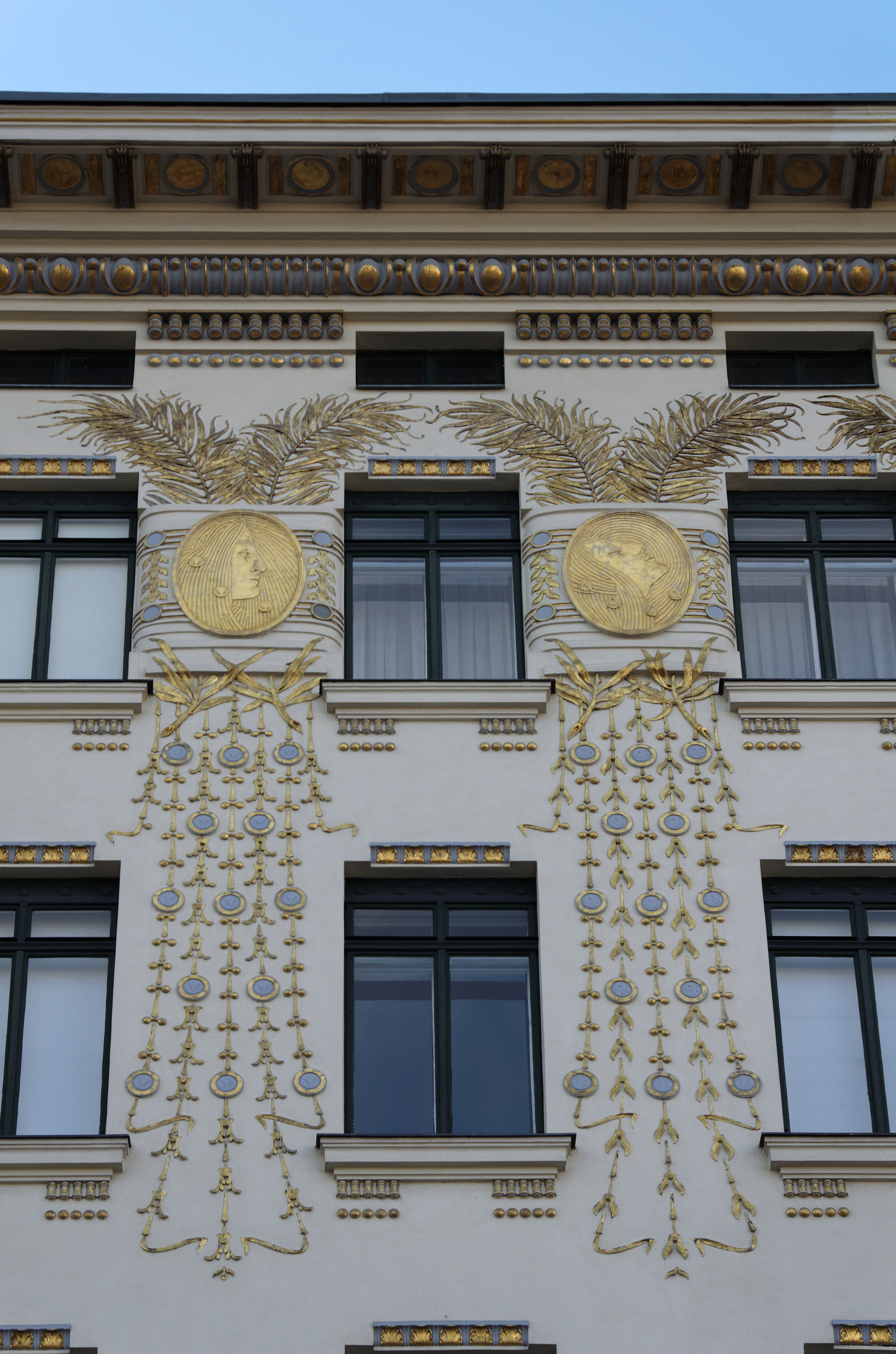
Motifs décoratifs de Koloman Moser (1899), Maison aux médaillons (Musenhaus), 38 Linke Wienzeile (Vienne).

- Moser travailla pour les revues Ver sacrum, Wiener Mode et Meggendorfers humoristischen Blätter.
- Il collabora aux ouvrages de l'éditeur Gerlach & Wiedling (1895-1902).
- En 1906, il réalisa des timbres autrichiens pour la Bosnie-Herzégovine et, en 1908, les timbres pour le jubilé de l'empereur François-Joseph Ier. De plus, il réalisa les timbres de l'armée austro-hongroise en 1915 ainsi que les premiers timbres du Liechtenstein entre 1912 et 1918.
- Illustrations de livres,
- Affiches,
- Carte postale pour le jubilé de l'empereur François-Joseph en 1908,
- Billet de 100 couronnes austro-hongroises (1910).

### Artisanat
- Projets de mode
- Service en verre pour l'entreprise Bakalowits
- Lampes et meubles pour la Wiener Werkstätte
- Vitraux pour le bâtiment de la Sécession (détruits pendant la Deuxième Guerre mondiale)
- Autel et vitraux pour l'église d'Otto Wagner (Kirche am Steinhof), 1904-1905
- Ébauche d'un vitrail pour cette même église, gouache sur papier, 1905 (Vienne, musée Leopold (numéro d'inventaire 5270)
- Décorations de la façade du Wienzeile 38, immeuble d'Otto Wagner
- Décors pour pièces de théâtre et opéras
- Vitraux du Narodni Dom de Trieste
- Armoire à musique

## Galerie

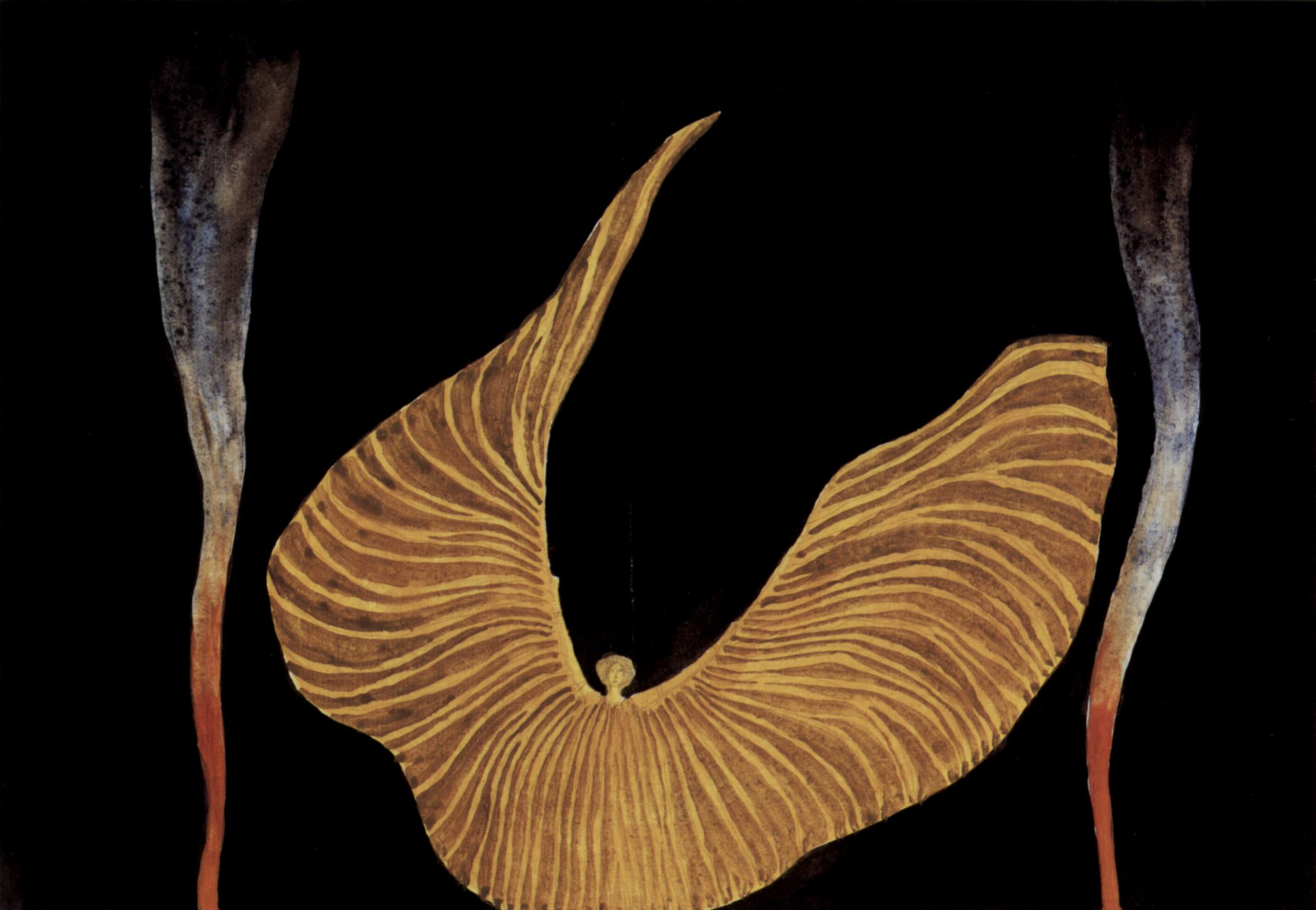
La Danseuse Loie Fuller (1910).
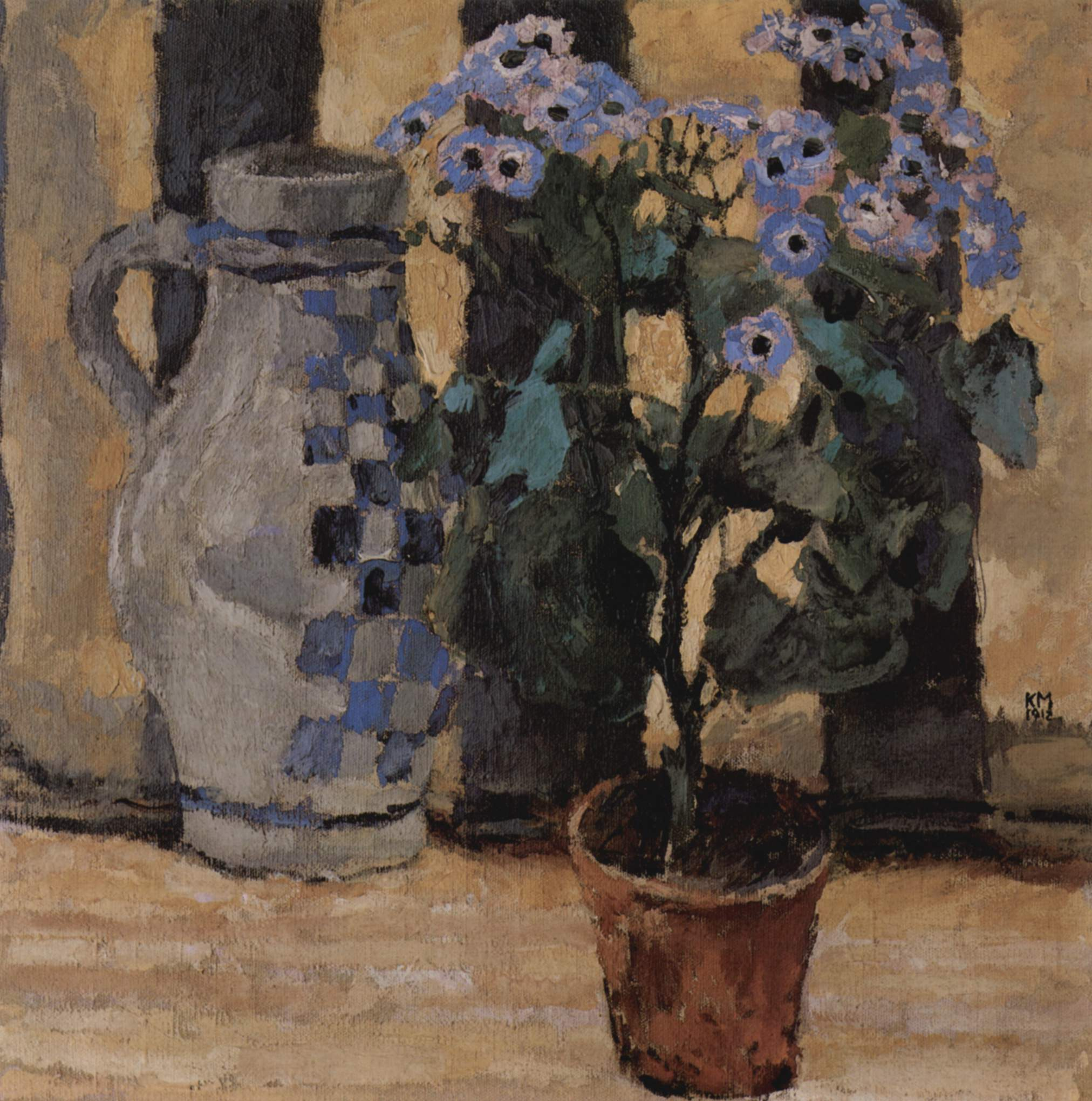
Pot de fleur et cruche en céramique (1912).
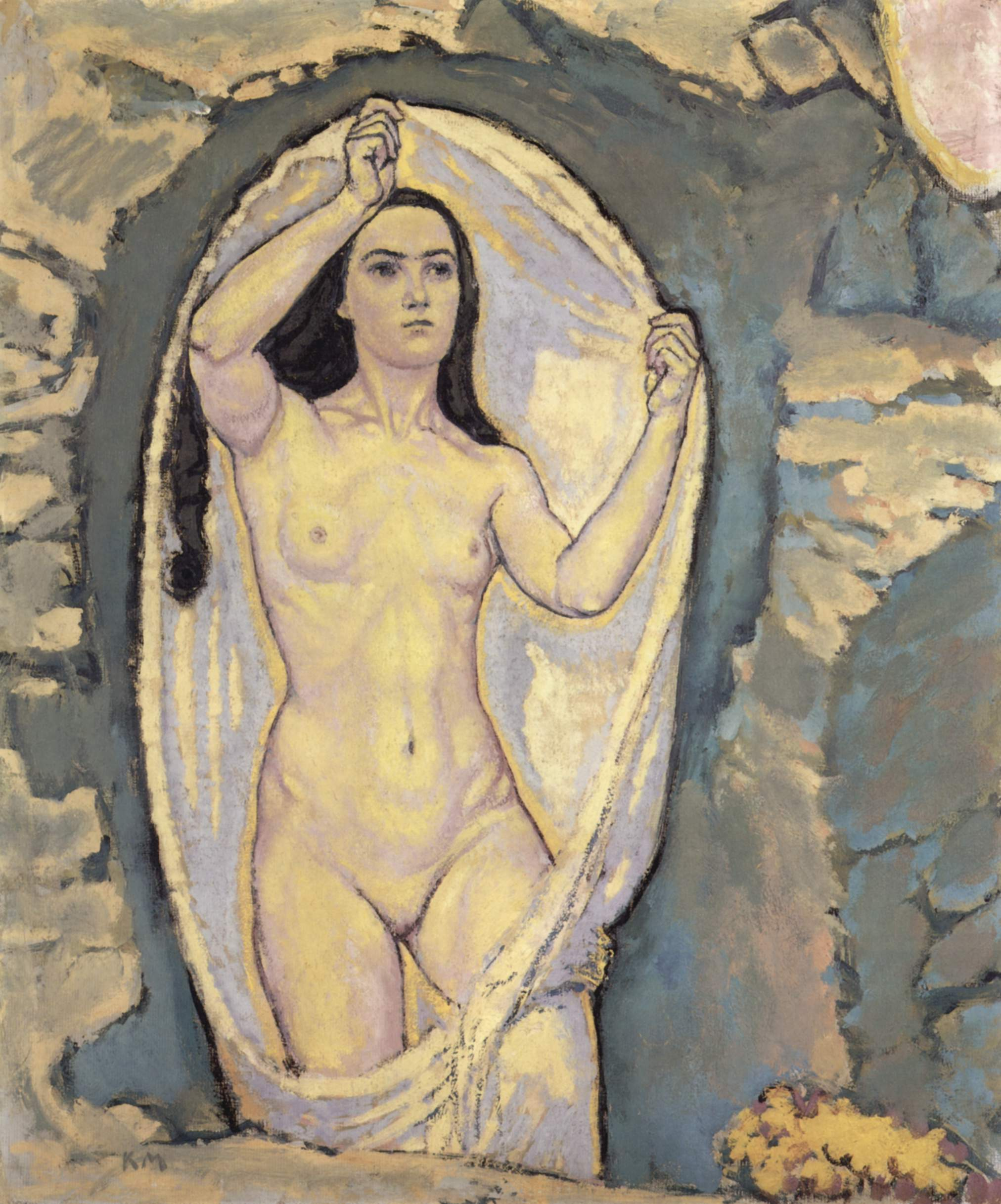
Vénus dans la grotte (1913).
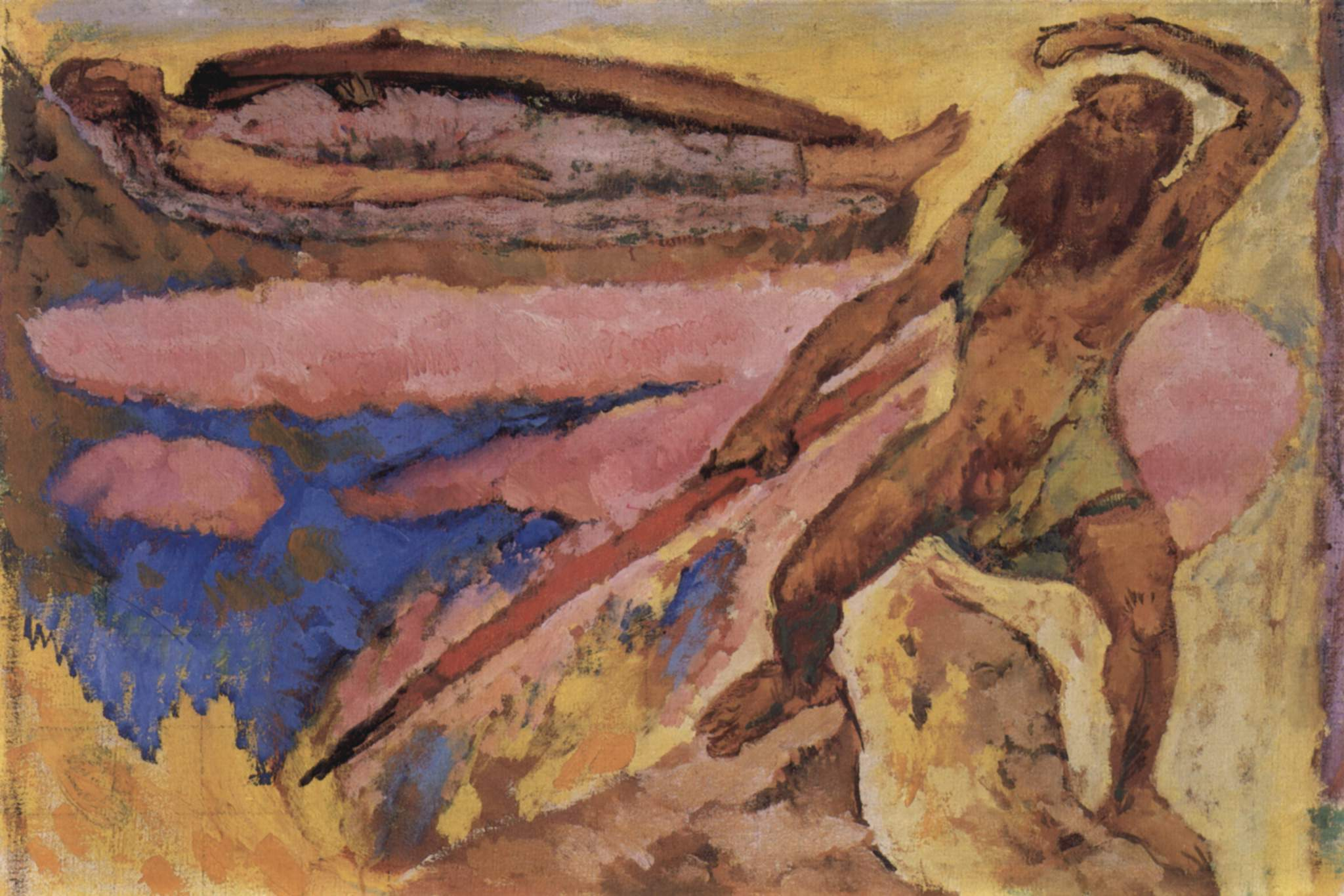
Wotan et Brünnhilde (vers 1914).
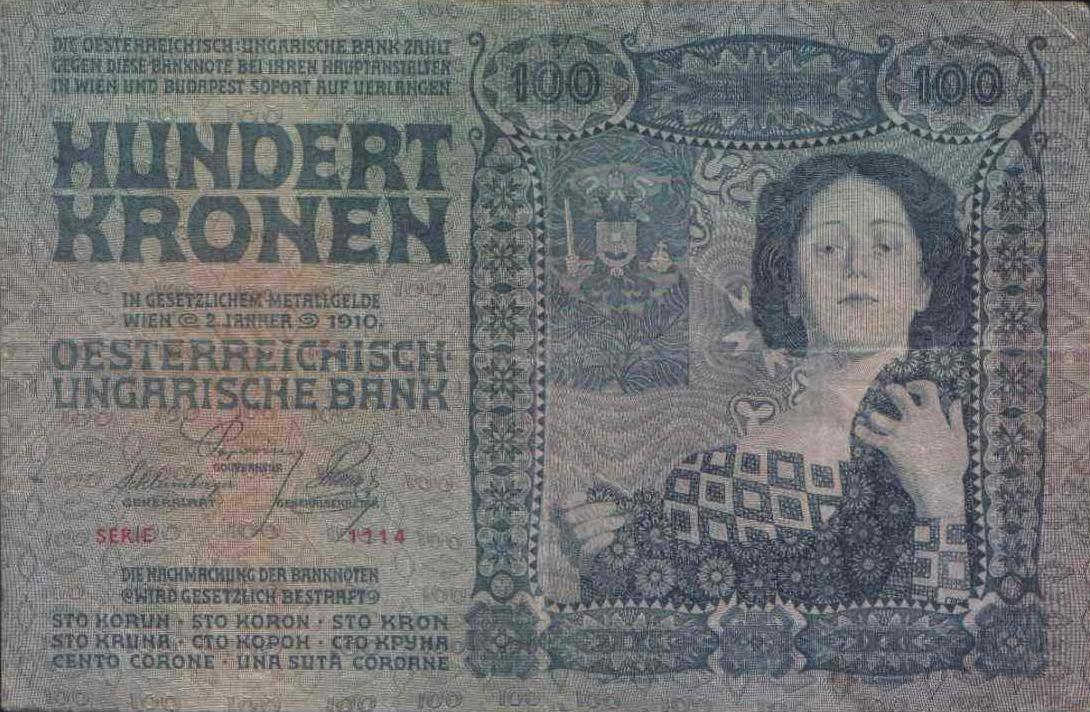
Billet de 100 couronnes, type 1910 (émis, avers)
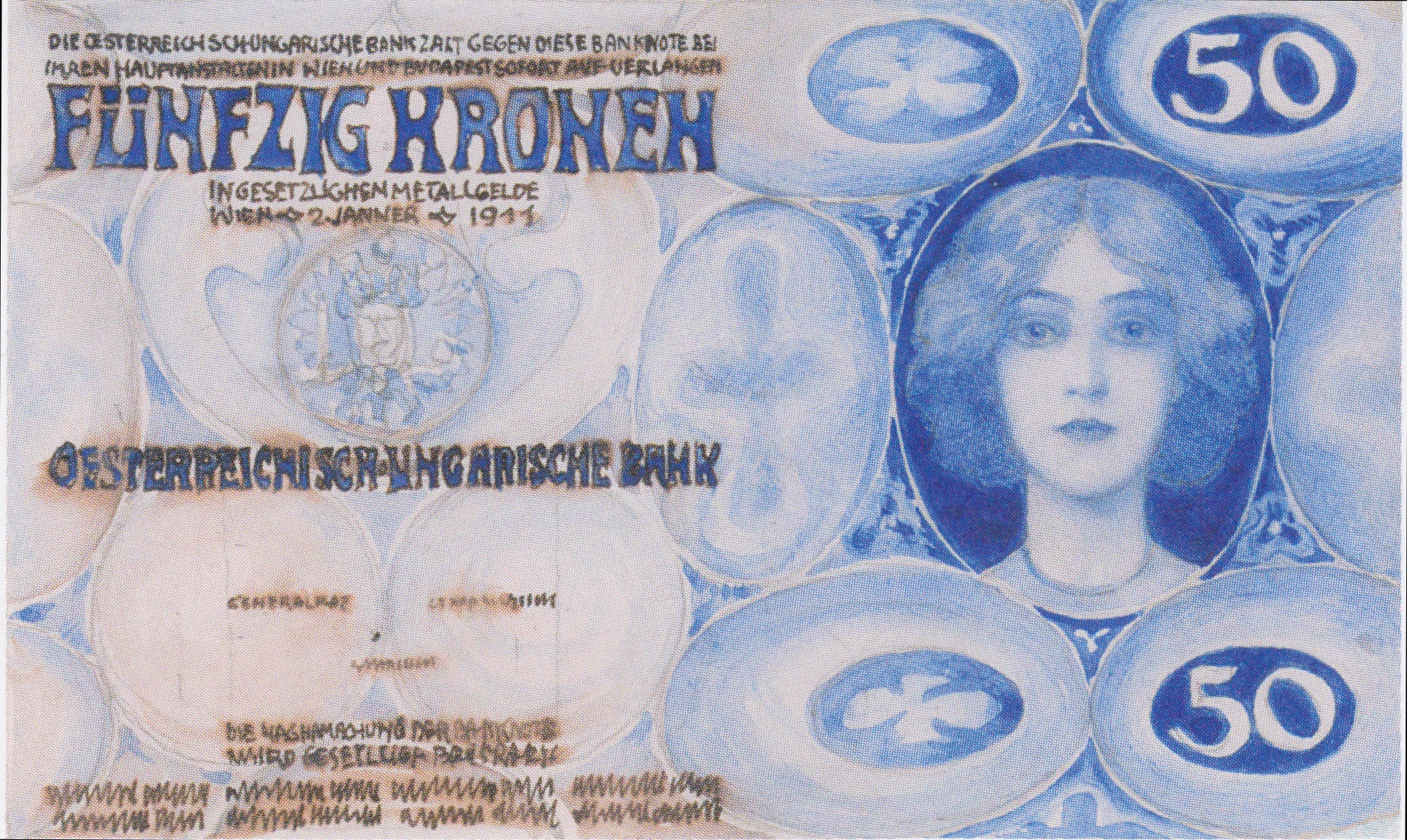
Esquisse pour un billet de banque austro-hongrois de 50 couronnes (1911)